# Preissetzungsfunktion
Die Preissetzungsfunktion (englisch: price setting relation) ist ein Modell, das in der Volkswirtschaftslehre den Zusammenhang zwischen dem Preisniveau und dem Nominallohn mit dem Gewinnaufschlag der Unternehmen darstellt.
Dieses Preisniveau ergibt sich aus dem Preissetzungsverhalten der Unternehmen und entspricht dem Nominallohn multipliziert mit dem Faktor 1 plus dem Gewinnaufschlag.

## Allgemeine Definition
Die Preissetzungsfunktion unterliegt der Annahme, dass das gesamtwirtschaftliche Preisniveau aufgrund von Marktmacht auf Seiten der Unternehmen über dem Lohnsatz liegt. Die Marktmacht drückt sich im Gewinnaufschlag aus und ist abhängig vom vollkommenen Wettbewerb.

## Herleitung der Funktion
Die Preise der Güter in einer Volkswirtschaft sind abhängig von den Kosten, die für die Produktion dieser benötigt werden.
Zur Vereinfachung wird die Annahme getroffen, dass die Unternehmen für die Herstellung der Güter nur den Produktionsfaktor Arbeit berücksichtigen.
Die Produktionsfunktion lautet dann:
{\displaystyle \ Y=AN}
mit

{\displaystyle Y} = Produktion

{\displaystyle A} = Arbeitsproduktivität

{\displaystyle N} = Beschäftigung

Zur Vereinfachung soll außerdem angenommen werden, dass die Arbeitsproduktivität konstant bleibt.
Somit ergibt sich:
{\displaystyle \ Y=N}
Daraus lässt sich erkennen, dass ein Beschäftigter genau eine Produktionseinheit produziert. Demzufolge entsprechen die Kosten einer zusätzlichen Produktionseinheit gerade den Kosten eines zusätzlichen Beschäftigten.
Somit entspricht:
{\displaystyle \ Y=W}
mit
{\displaystyle W} = Nominallohn

Würde auf den Gütermärkten vollkommener Wettbewerb herrschen, dann wäre der Gewinnaufschlag aufgrund der Konkurrenzsituation null und der Preis entspräche dem Lohn (P=W).
In der Regel handelt es sich jedoch um einen unvollkommenen Wettbewerb und die Unternehmen berücksichtigen bei der Preissetzung ihre Marktmacht und verlangen einen Preis, der über den Grenzkosten liegt.
Aus diesem Preissetzungsverhalten der Unternehmen ergibt sich die Preissetzungsfunktion:
{\displaystyle \ P=(1+\mu )W}
mit
{\displaystyle P} = Preisniveau

{\displaystyle W} = Nominallohn

µ = Gewinnaufschlag

Unternehmerischer Gewinnaufschlag und natürliche Arbeitslosenquote, mit der Preissetzungsfunktion

Wird die Preissetzungsfunktion durch den Nominallohn dividiert, entsteht:
{\displaystyle {\frac {P}{W}}=1+\mu }
Durch den Kehrwert dieser Funktion erhält man den Reallohn, der durch das Preissetzungsverhalten impliziert wird.
Je unvollkommener der Wettbewerb ist, desto größer fällt der Gewinnaufschlag µ aus.
Erhöhen die Unternehmen den Gewinnaufschlag stärker als die Löhne, sinkt das Verhältnis der Löhne zu den Preisen, was einem sinkenden Reallohn entspricht.
Grafisch ist die Preissetzungsfunktion in der Abbildung als horizontale Gerade dargestellt.

## Auswirkungen
Im vorliegenden Modell können Unternehmen höhere Löhne komplett auf die Preise umlegen und dadurch eine Erhöhung des Reallohns verhindern.

## Kritik
Die oben hergeleitete Produktionsfunktion vernachlässigt die Faktoren Kapital und technischer Fortschritt, die im ursprünglichen Modell von Jerger und Landmann noch berücksichtigt werden.

## Anwendungsbeispiel
Als Beispiel soll der Anstieg der Elektrizitätspreise dienen.
Vier Energiekonzerne (E.ON AG, Vattenfall Europe AG, RWE AG und EnBW) besitzen in Deutschland durch die regionale Aufteilung der Bundesrepublik eine starke Marktposition auf dem Gas- und Elektrizitätsmarkt.
Aufgrund dieses unvollkommenen Wettbewerbsmarktes können die vier Konzerne durch ihre Marktmacht größere Gewinnaufschläge durchsetzen.
Je größer der Gewinnaufschlag, bei gleich bleibendem Nominallohn aller Beschäftigten der Bundesrepublik, desto geringer ist der Reallohn (W/P).
Da Strom einen relativ großen Teil der Lebenshaltungskosten einnimmt, und die Nominallöhne gleich bleiben, sinkt der Reallohn.